# Azalea roja
Azalea roja es la autobiografía de la escritora china-estadounidense Anchee Min (nacida en 1957 en Shanghái). Fue escrita durante los primeros ocho años que pasó en EE. UU. (1984 - 1992) y cuenta la historia de su vida en la República Popular China. 
Escrito en inglés, su idioma adoptivo, los nombres son traducidos al inglés, en vez de ser escritos fonéticamente. Por ejemplo: su nombre Anchee significa "Jade de la paz" y los nombres de sus hermanos son "Floreciente", "Coral" y "Conquistador del espacio". 
En la primera parte, Min cuenta la historia de su niñez en Shanghái hasta la muerte de Mao Zedong en 1976. Cree incondicionalmente en el Comunismo de Mao y es una estudiante sobresaliente. Sin embargo, su primer conflicto con el sistema surge cuando su profesora favorita es juzgada por espionaje y la joven Anchee es llamada a testificar contra ella.
En la segunda parte, Min relata su vida en una granja de trabajo con otros adolescentes a las afueras de Shanghái. Fue destinada a trabajar allí y mantiene pocas esperanzas de escapar a una vida de trabajo manual. En ese momento, Min encuentra un modelo de pensamiento que seguir en el Maoísmo, pero el abuso de poder de sus superiores y una relación lésbica con una compañera de la granja van minando la confianza en la ideología.
En la tercera parte, relata su aprendizaje como actriz en unos estudios de cine rivalizando con otros jóvenes aprendices. Más abusos de poder y sus complejas relaciones amorosas exacerban su desilusión con el sistema de Mao. Su futuro como actriz se ve truncado y termina trabajando como empleada en los estudios. Esta parte finaliza con la muerte de Mao, los siguientes años apenas mencionados y una breve explicación de cómo llega a vivir a Estados Unidos en 1984.
Desde la primera línea, el libro está lleno de citas de Mao Zedong y referencias a él y su esposa, Jiang Qing, Min nunca rechazó de manera absoluta la filosofía de Mao, sin embargo, parece que llega a comprender que la vida es más compleja de lo que a ella le enseñaron. 

Estas memorias son la introspección de la vida de un individuo bajo un régimen totalitario donde la unidad era premiada y la individualidad castigada.
- Datos: Q1761275